# Comuna Toporîșce, Volodarsk-Volînskîi
Toporîșce (în ucraineană Топорищенська сільська рада) este o comună în raionul Volodarsk-Volînskîi, regiunea Jîtomîr, Ucraina, formată din satele Halînivka, Komarivka, Kopanivka, Kopeleanka, Korîtîșce, Lîznîk, Olișivka și Toporîșce (reședința).

## Demografie
Componența lingvistică a satului Toporîșce
     Ucraineană (97,02%)
     Rusă (2,59%)
     Alte limbi (0,25%)
Conform recensământului din 2001, majoritatea populației satului Toporîșce era vorbitoare de ucraineană (97,02%), existând în minoritate și vorbitori de rusă (2,59%).